# كيوب المريخ واحد
أُطلق كيوب المريخ واحد (أو ماركو) وهو مهمة تحليق بالقرب من المريخ في 5 مايو من عام 2018 جنبًا إلى جنب مع مهمة الهبوط على المريخ إنسايت التابعة لناسا. ويتكون من زوج من المركبات الفضائية الصغيرة ماركو إيه وماركو بي، وهذا ما يوفر اتصالات في الوقت الحقيقي مع الأرض للمهمة إنسايت أثناء دخولها الغلاف الجوي للمريخ وخلال عملية النزول والهبوط على سطحه في 26 نوفمبر عام 2018 «عندما تكون إنسايت خارج خط النظر من الأرض». كلا المركبتين هما كيوب سات 6 يو، وتعد المهمة اختبارًا لتقنيات الملاحة والاتصال المصغّرة الجديدة. ويُعد هذا أوّل كيوبسات سيعمل خارج مدار الأرض، وقد اختُبر بغض النظر عن الاتصالات قدرة مركبتي كيوبسات على التحمل في الفضاء السحيق. أعلنت ناسا في 5 فبراير 2019 انقطاع الاتصالات مع مركبتي كيوبسات، ومن غير المحتمل التواصل معها من جديد. كُرِّمت مركبتي كيوبسات في أغسطس عام 2019 لدورهما في الهبوط الناجح لمركبة إنسايت على سطح المريخ.
أُعيد نقل بيانات القياسات للمركبة إنسايت خلال عملية الهبوط، مما يشير إلى استخدام تقنية ونظام نقل المعلومات الجديد في المستقبل في مهمات إلى أجسام أخرى في النظام الشمسي. ويزودنا هذا ببديل للمركبات المدارية من حيث المعلومات المنقولة ويمكّننا من تجاوز عتبة التطور التقنية.

## نظرة عامة
كيوب المريخ واحد هو أوّل مركبة فضائية تُبنى على شكل كيوبسات (مركبة فضائية مكعبة الشكل) لتعمل في مدار خارج الأرض في الفضاء السحيق. يتألف كيوبسات من مكونات صغيرة، كما أنها مرغوبة لعدة أسباب، من ضمنها تكلفة البناء المنخفضة، والتطوير السريع، والأنظمة البسيطة، وسهولة نشرها في مدار منخفض حول الأرض. وقد استُخدمت للعديد من الأغراض البحثية، من ضمنها: المساعي البيولوجية، ومهمات رسم الخرائط، إلخ. طوّرت جامعة ولاية كاليفورنيا للتقنيات المتعددة بالإضافة إلى جامعة ستانفورد تقنية كيوبسات، بهدف القيام بمشاريع سهلة وسريعة تسمح للطلاب باستخدام التكنولوجيا. يُحزم كيوبسات عادةً كجزء من حمولة المهام الكبيرة، مما يجعلها حتى أكثر فعالية من حيث التكلفة.
كانت مركبتي كيوبسات الخاصتان بمهمة المريخ متطابقتان وسُمّيا رسميًا ماركو إيه وماركو بي، وأُطلقا معًا من أجل الاحتياط. وقد أطلق عليهما مهندسو مختبر الدفع النفاث أسماءً مستعارة هي وول-إي وإيف في إشارة إلى الشخصيات الرئيسية في فلم الأنيميشن وول-إي. كلّفت مهمة ماركو 18.5 مليون دولار.
نظر مهندسي مختبر الدفع النفاث الذين صمموا ماركو إلى التحليق بالقرب من المريخ على أنه تقنية يمكن أن تقود إلى مهمات أقمار صناعية صغيرة خارج مدار الأرض بتكلفة منخفضة. اقترحت ناسا في نفس الوقت الذي كانت تراقب فيه أداء مهمات كيوبسات إنفاق المزيد من المال على مهمات كيوبسات بمثابة تكملة لمشاريع تكلف مليارات الدولارات وتواجه أحيانًا تأخيرًا لسنوات عديدة.

## الإطلاق
أدار برنامج خدمات الإطلاق التابع لناسا عملية إطلاق كيوب المريخ واحد. كان من المقرر أن يتم الإطلاق في الأصل في 4 مارس من عام 2016 على متن صاروخ أطلس5 401، ولكن أُجلت المهمة إلى 5 مايو من عام 2018 بعد فشل الاختبار الرئيسي للمعدات العلمية لمهمة إنسايت. أُطلق كيوبسات برفقة المركبة إنسايت على متن صاروخ أطلس5، وانفصلت ماركو إيه وماركو بي بعد الإطلاق بفترة قصيرة لكي تسلك طريقها الخاص إلى المريخ لأجل تجريب إمكانية كيوبسات ونظام ملاحته في الفضاء السحيق.
أُبقيت المركبتين ماركو إيه وماركو بي خلال مرحلة الطواف إلى المريخ بعيدتين عن المركبة إنسايت نحو 10000 كيلومتر (6200 ميل) من كلا الجانبين من أجل اعتبارات السلامة. وقد قُللت هذه المسافة عند وصول المركبات الفضائية الثلاث إلى المريخ. وبلغت أقرب مسافة تحليق حول المريخ 3500 كيلومتر (2200 ميل).

## الأهداف
هدف مهمة ماركو الأساسي هو اختبار تقنيات الملاحة والاتصال المُصغّرة الجديدة. إذ كانت مركبتي كيوبسات قادرة على توفير انتقال للمعلومات في الوقت الحقيقي أثناء دخول المركبة إنسايت إلى غلاف المريخ الجوي وأثناء نزولها وهبوطها على سطح المريخ.
أُطلقت مركبتي كيوبسات (سُميّت وول-إي وإيف نسبة لشخصيات فلم أنيميشن) احتياطًا، وقامت بالتحليق في جهتين بالنسبة للمركبة إنسايت. على الرغم من وجود العديد من مركبات كيوبسات في مدار حول الأرض، إلّا أنّ كيوبسات المريخ هو أوّل كيوبسات يقوم بمهمة خارج مدار الأرض. وهذا ما سمح بجمع بيانات فريدة من خارج مدار الأرض وغلافها الجوي. اختُبر أيضًا تحمّل مكونات كيوبسات وإمكانيات ملاحته في الفضاء السحيق، بالإضافة إلى عمله ناقلًا للمعلومات. فبدلًا من انتظار عدة ساعات لإعادة إرسال المعلومات إلى الأرض بشكل مباشر من مركبة إنسايت بعد أن تقوم بالهبوط، قامت مركبة ماركو بنقل البيانات المهمة بشكل فوري خلال مراحل إنسايت في دخول الغلاف الجوي والنزول والهبوط على سطح المريخ (تخضع فقط لوقت الإرسال من المريخ إلى الأرض والذي يبلغ 8 دقائق). تضمنت المعلومات المُرسلة إلى الأرض صورة المركبة إنسايت للسطح المريخي مباشرةً بعد ملامستها لسطحه..
كانت ستضطر المركبة إنسايت لولا وجود كيوبسات ماركو إلى نقل معلومات الرحلة إلى مستكشف المريخ المداري والذي لا يستطيع نقل المعلومات بنفس السرعة. خططت عدة فرق لتعديل الطريقة التي تُنقل بها البيانات إلى الأرض، بعد رؤية الصعوبة الموجودة في التواصل مع مراكز التحكم الأرضية في الحالات الخطرة بشكل خاص. كانت المهمات السابقة تُرسل البيانات إلى الأرض مباشرة بعد الهبوط، أو إلى المركبات المدارية القريبة التي تنقل البيانات بدورها إلى الأرض. ربما لن تختار المهمات المستقبلية هذه الطرق لنقل البيانات لأنّه ربما يمكن لمركبات كيوبسات تحسين نقل البيانات في الوقت الحقيقي، بالإضافة إلى تقليل تكاليف المهمة بشكل إجمالي.

## التصميم والمكونات
يتألف التصميم من مركبتين كيوبسات القادرة على نقل المعلومات أو الاتصالات، والتي قام مختبر الدفع النفاث التابع لناسا ببنائها، وهي تحمل مواصفات القياس 6 يو (10x20x30 سنتيمتر). يتمثل العامل الذي يحد من تطور كيوبسات بضرورة مُلائمة كل المكونات الضرورية داخل إطاره الخارجي. فيجب أن يحتوي على هوائي، بالإضافة إلى أنظمة طيران إلكتروني للتحكم به، وأيضًا نظام دفع، وطاقة، وحمولة.

### المُرحّل
يوجد على متن كل من مركبتي كيوبسات هوائي عالي التردد ذو استقطاب دائري. نُقلت معلومات دخول إنسايت الغلاف الجوي للمريخ ونزولها وهبوطها بواسطة حزمة ذات تردد عالي بسرعة 8 كيلوبت في الثانية إلى كيوبسات، والذي بدوره يعيد إرسالها في ذات الوقت بتردد حزمة إكس بسرعة 8 كيلوبت في الثانية إلى الأرض. استخدم ماركو لوحة شمسية قابلة للنشر من أجل التزود بالطاقة، ويمكن أن تبلغ طاقة تردد الحزمة إكس 5 واط فقط بسبب محدودية كفاءة اللوحة الشمسية.
يحتاج كيوبسات سات من أجل نقل (ترحيل) المعلومات إلى هوائي عالي الكسب جدير بالثقة، ومستوفٍ لمواصفات الكتلة، ومنخفض التعقيد، وبسعر مقبول للإنشاء. يعد الهوائي عالي الكسب (الهوائي المباشر) واحدًا من الهوائيات ذي عرض ضيق لحزمة الموجات الراديوية. وقد حُددت ثلاثة أنواع متاحة: هوائي الرقعة الميكروية القياسي، وهوائي المصفوفة العاكسة، والهوائي الشبكي العاكس. وقد حقق هوائي المصفوفة العاكسة كل متطلبات المهمة التي يحتاجها كيوبسات وتشمل الحجم الصغير والتسطح. يتكون الهوائي عالي الكسب من ثلاثة ألواح مطوية، ومفصل جذري يصل الأجنحة بجسم كيوبسات، بالإضافة لأربعة مفاصل للأجنحة، وآلية إعتاق سلك الاحتراق. ويجب أن تكون لوحات الهوائي قادرة على مقاومة تغيرات درجات الحرارة أثناء المهمة بالإضافة لمقاومة الاهتزازات أثناء عملية النشر. نقل ماركو البيانات المهمة بشكل فوري عند الهبوط، وقد وصلت تلك الإشارات إلى الأرض بعد ثماني دقائق.